# 1 Samodzielna Eskadra Lotnictwa Myśliwskiego
1 Samodzielna Eskadra Lotnictwa Myśliwskiego – pododdział lotnictwa myśliwskiego ludowego Wojska Polskiego.

## Historia eskadry
1 Samodzielna Eskadra Lotnictwa Myśliwskiego (ros. 1-я отдельная истребительная авиационная эскадрилья) została sformowana na podstawie rozkazu dziennego nr 43 dowódcy 1 Polskiej Dywizji Piechoty im. Tadeusza Kościuszki, pułkownika dyplomowanego Zygmunta Berlinga z dnia 7 lipca 1943 według radzieckiego wojennego etatu nr 015/151.
Eskadra została zorganizowana na lotnisku Grigoriewskoje (ros. аэродром Григорьевское) w obwodzie riazańskim na terytorium ZSRR.
Na stanowisko dowódcy eskadry został wyznaczony kapitan Czesław Kozłowski, wnuk polskiego zesłańca z 1863 roku. 23 lipca 1943 czternastoosobowa grupa kandydatów na pilotów rozpoczęła szkolenie podstawowe na samolocie szkolno-treningowym UT-2. Szkolenie prowadzili radzieccy instruktorzy. Równolegle szkoliło się 26 żołnierzy personelu naziemnego eskadry pod kierunkiem radzieckich mechaników lotniczych.
10 sierpnia 1943 w Sielcach nad Oką w katastrofie samolotu UT-2 zginęli piloci: major Czesław Kozłowski i podporucznik Aleksandr Korowin. Obowiązki dowódcy eskadry przejął porucznik obserwator Tadeusz Wicherkiewicz.
Na podstawie rozkazu organizacyjnego nr 1 dowódcy 1 Korpusu Polskich Sił Zbrojnych w ZSRR generała brygady Zygmunta Berlinga z dnia 19 sierpnia 1943 eskadra została przeformowana w 1 pułk lotnictwa myśliwskiego. Pełniący obowiązki dowódcy pułku kapitan obserwator Tadeusz Wicherkiewicz w dodatku do rozkazu dziennego nr 25 dowódcy eskadry stwierdził „z dniem 20 sierpnia 1943 eskadra przechodzi na etat pułku myśliwskiego nr 015/284”.

## Personel latający eskadry
1. dowódca eskadry - kpt./mjr pil. Czesław Kozłowski († 10 VIII 1943 Sielce nad Oką)
2. instruktor - ppor. pil. Aleksandr Korowin († 10 VIII 1943 Sielce nad Oką)

| pierwsza grupa uczniów: 1. ppor. Stanisław Lisiecki 2. ppor. Karol Wysoczyński 3. ppor. Józef Zacharżewski 4. kpr. Stanisław Łuszczynowski 5. szer. Ryszard Ber 6. szer. Wiesław Bobrowski 7. szer. Edward Chromy 8. szer. Stanisław Derewiński 9. szer. Józef Gościumiński († 13 II 1945) 10. szer. Ryszard Horodecki 11. szer. Dymitr Kotek 12. szer. Filip Lacherta 13. szer. Jakub Lewityn 14. szer. Aleksander Michnowicz | druga grupa uczniów 1. por. obs. Tadeusz Wicherkiewicz 2. ppor. pil. Michał Jakubik 3. ppor. pil. Medard Konieczny 4. szer. Aleksander Broch († 15 III 1945) 5. szer. Czesław Chodorowicz 6. szer. Krzysztof Donigiewicz 7. szer. Stefan Łazar 8. szer. Mieczysław Podgórski 9. szer. Juliusz Szwarc 10. szer. Władysław Suszek 11. szer. Roman Dariusz Wierzchnicki († 20 IV 1945) |